# Biencourt (Somme)
Biencourt é uma comuna francesa na região administrativa de Altos da França, no departamento de Somme. Estende-se por uma área de 2,22 km². Em 2010 a comuna tinha 136 habitantes (densidade: 61,3 hab./km²).